# Anna von Harnierová
Anna von Harnierová (* 27. ledna 1981 Stuttgart) je bývalá německá zápasnice – judistka.

## Sportovní kariéra
S judem začala v 8 letech v Böblingenu pod vedením Gernota Rohma. Připravovala se střídavě v olympijském tréninkovém centru v Sindelfingenu a v Kolíně nad Rýnem, kde studovala na univerzitě japonská studia. Přípravu na vrcholné turnaje typu olympijských her absolvovala pravidelně v Japonsku s profesionálním týmen firmy Komatsu vedeném Jošijukim Macuokou. V německé ženské reprezentaci se prosazovala od roku 2002 v polostřední váze do 63 kg. V roce 2004 startovala na olympijských hrách v Athénách, kde nezvládla závěr úvodního kola v boji na zemi s Kanaďankou Marie-Hélène Chisholmovou. V roce 2008 se kvalifikovala na olympijské hry v Pekingu, kde prohrála ve čtvrtfinále s Francouzkou Luci Décosseovou na ippon technikou uči-mata. Přes opravný pavouk se do bojů o medaile neprobojovala. Sportovní kariéru ukončila v roce 2010. Věnuje se funkcionářské práci.

## Výsledky
| Turnaj             | 1997 | 1998 | 1999             | 2000             | 2001             | 2002             | 2003             | 2004             | 2005             | 2006             | 2007             | 2008             |
| Turnaj             | 16   | 17   | 18               | 19               | 20               | 21               | 22               | 23               | 24               | 25               | 26               | 27               |
| Turnaj             | -56  | -57  | polostřední váha | polostřední váha | polostřední váha | polostřední váha | polostřední váha | polostřední váha | polostřední váha | polostřední váha | polostřední váha | polostřední váha |
| ------------------ | ---- | ---- | ---------------- | ---------------- | ---------------- | ---------------- | ---------------- | ---------------- | ---------------- | ---------------- | ---------------- | ---------------- |
| Olympijské hry     |      |      |                  | —                |                  |                  |                  | úč.              |                  |                  |                  | úč.              |
| Mistrovství světa  | —    |      | —                |                  | —                |                  | 3.               |                  | 5.               |                  | 5.               |                  |
| Mistrovství Evropy | —    | —    | —                | —                | —                | úč.              | —                | —                | —                | —                | 3.               | —                |
| Univerziáda        |      |      | —                |                  | —                |                  | —                |                  |                  |                  | —                |                  |
| Akademické MS      |      |      |                  | —                |                  | —                |                  | —                |                  | 2.               |                  |                  |
| MS juniorů         |      | úč.  |                  | úč.              |                  |                  |                  |                  |                  |                  |                  |                  |
| ME juniorů         | 5.   | —    | úč.              | 3.               |                  |                  |                  |                  |                  |                  |                  |                  |